# Рукамба, Филипп
Филипп Рукамба (руанда Philippe Rukamba, 26 мая 1948 год, Руанда-Урунди) — католический прелат, епископ Бутаре с 2 января 1997 года.

## Биография
25 июля 1974 года Филипп Рукамба был рукоположён в священника.
2 января 1997 года Римский папа Иоанн Павел II назначил Филиппа Рукамбу епископом Бутаре. 12 апреля 1997 года состоялось рукоположение Филиппа Рукамбы в епископа, которое совершил епископ Кибунго Жозе Сибомана в сослужении с епископом Бутаре Жаном-Батистом Гахаманьи и епископом Кибунго Фредериком Рубвежангой.
28 мая 2012 года назначен апостольским администратором епархии Гиконгоро.